# ウテナ郡
ウテナ郡（ウテナぐん、リトアニア語: Utenos apskritis）は、リトアニアにある10の郡のうちの一つ。リトアニアの北東部に位置し、東にベラルーシ、北東にラトビアと接している。中心都市はウテナ。

## 歴史
戦間期のリトアニアでもウテナ郡が設置されていた。1940年にリトアニアがソビエト連邦に編入されると、1950年に郡制度が廃止され、より小さな行政区分である地区（ラヨナス、リトアニア語: rajonas）に分割された。
リトアニアが独立を回復すると、1994年に郡制度が再び施行されることとなった。しかし、戦間期の郡制度は現代には適合しなかったため、国全体を10に分ける郡制度が新たに導入された。
2004年、ウテナ郡章が制定された。
2010年、郡の行政機能は国および各自治体に移行され、郡は行政機能を伴わない名目上の行政区画となった。

## 自治体
ウテナ郡は、以下の6つの自治体によって構成される。
- アニークシュチェイ地区自治体（英語版）
- イグナリナ地区自治体（英語版）
- モレタイ地区自治体（英語版）
- ウテナ地区自治体（英語版）
- ヴィサギナス基礎自治体（英語版）
- ザラサイ地区自治体（英語版）